# Limite (matematica)
In matematica, il limite è un concetto basato sull'idea di vicinanza ed è utilizzato per studiare localmente, cioè "vicino" a un punto del dominio, funzioni o, come caso particolare, successioni.  
Il fondamento concettuale del calcolo infinitesimale sta proprio nel concetto di limite, che perciò si può considerare una pietra miliare nella storia del pensiero scientifico: esso infatti è ricorrente in tutti i rami dell'analisi matematica, per esempio nel definire la continuità, la derivazione e l'integrazione.  
Il concetto di limite di una funzione, più generale del limite di una successione, può essere generalizzato da quello di limite di un filtro. 

## Storia
Il concetto di limite era già presente in modo intuitivo nell'antichità, per esempio in Archimede (nel suo metodo di esaustione), e fu utilizzato, anche se non in modo rigoroso, a partire dalla fine del XVII secolo da Newton, Leibniz, Eulero e D'Alembert. La prima definizione abbastanza rigorosa di limite risale al XIX secolo con Cauchy, seguita da una miglior formalizzazione di Weierstrass.
Una completa teoria del limite si ha con Heine, che nel 1872 pubblicò un lavoro che creò molto interesse all'epoca e nel quale stilò regole e proprietà del limite. Molti altri studiosi si sono interessati al problema del limite, approfondendo l'argomento con lo studio dell'analisi infinitesimale, tra cui Bolzano, Dedekind e Cantor.
Ma solo nel 1922 Eliakim Hastings Moore ed H.L. Smith diedero una nozione generale (topologica) di limite, ed è quella attualmente utilizzata in matematica. Nel 1937, Henri Cartan ne fornì una versione equivalente, basata sul concetto di filtro.

## Limite di una successione
Una successione {\displaystyle \{a_{n}\}} di numeri reali ha come limite il numero {\displaystyle a} se al crescere di {\displaystyle n} i termini della successione "sono arbitrariamente vicini" al valore {\displaystyle a}. Formalmente, questa nozione è resa chiedendo che per ogni {\displaystyle \varepsilon >0} piccolo a piacere esista un numero naturale {\displaystyle N} tale che {\displaystyle |a_{n}-a|<\varepsilon } per ogni {\displaystyle n>N}.
Una successione può non avere limite, ad esempio {\displaystyle a_{n}=(-1)^{n}}, data da:
{\displaystyle 1,-1,1,-1,1,-1,\ldots }
non ha limite. D'altra parte, se esiste un limite {\displaystyle a}, si dice che la successione converge ad {\displaystyle a}; in questo caso, il limite è unico (una successione non può convergere a due valori distinti). Ad esempio, la successione {\displaystyle a_{n}=1/n}, data da:
{\displaystyle 1,1/2,1/3,1/4,\ldots }
converge a zero.
Considerando uno spazio topologico {\displaystyle X}, una successione {\displaystyle x_{n}} con {\displaystyle n\in \mathbb {N} } tende al limite {\displaystyle a\in X} se, comunque si prenda un intorno {\displaystyle B} di {\displaystyle a}, esiste un {\displaystyle N} tale per cui {\displaystyle x_{n}\in B} per tutti gli {\displaystyle n>N}, e si scrive:
{\displaystyle \lim _{n\to +\infty }x_{n}=a}
Se {\displaystyle X} è uno spazio di Hausdorff il limite di {\displaystyle x_{n}} con {\displaystyle n\in \mathbb {N} }, se esiste, è unico.

## Limite di una funzione
Il limite di una funzione generalizza il limite di una successione di punti in uno spazio topologico {\displaystyle Y}; si considera la successione una funzione {\displaystyle f:\mathbb {N} \to Y} nello spazio topologico {\displaystyle \mathbb {N} \cup \lbrace +\infty \rbrace } con la topologia discreta. In tale definizione, un intorno di {\displaystyle +\infty } ha la forma {\displaystyle \lbrace n:n\geq n_{0}\rbrace \cup \lbrace +\infty \rbrace }.
Siano dati una funzione {\displaystyle f:X\rightarrow \mathbb {R} } definita su un sottoinsieme {\displaystyle X} della retta reale {\displaystyle \mathbb {R} } ed un punto di accumulazione {\displaystyle x_{0}} di {\displaystyle X}. Un numero reale {\displaystyle l} è il limite di {\displaystyle f(x)} per {\displaystyle x} tendente a {\displaystyle x_{0}} se la distanza fra {\displaystyle f(x)} ed {\displaystyle l} è arbitrariamente piccola quando {\displaystyle x} si avvicina a {\displaystyle x_{0}}.
La distanza fra i punti è misurata usando il valore assoluto della differenza: quindi {\displaystyle |x-x_{0}|} è la distanza fra {\displaystyle x} e {\displaystyle x_{0}} e {\displaystyle |f(x)-l|} è la distanza fra {\displaystyle f(x)} ed {\displaystyle l}. Il concetto di "arbitrariamente piccolo" è espresso formalmente con i quantificatori "per ogni" (quantificatore universale) ed "esiste" (quantificatore esistenziale).
Formalmente, {\displaystyle l} è limite se per ogni numero reale {\displaystyle \varepsilon >0} piccolo a piacere esiste un altro numero reale positivo {\displaystyle \delta } tale che:
{\displaystyle |f(x)-l|<\varepsilon } per ogni {\displaystyle x} in {\displaystyle X} con {\displaystyle 0<|x-x_{0}|<\delta }.
In questo caso si scrive:
{\displaystyle \lim _{x\to x_{0}}f(x)=l}
La definizione di limite di una funzione è comoda per formalizzare il concetto di funzione continua.

## Limite di un ultrafiltro
Dato uno spazio topologico {\displaystyle (X,T)}, un punto {\displaystyle x\in X} è il limite di un ultrafiltro {\displaystyle U} su {\displaystyle X} se ogni intorno di {\displaystyle x} appartiene a {\displaystyle U}.
Il limite di una funzione rispetto ad un filtro è definito considerando una funzione {\displaystyle f:B\subset X\to Y} tra spazi topologici e un filtro {\displaystyle U} su {\displaystyle B}. Il punto {\displaystyle y\in Y} è il limite di {\displaystyle f} in {\displaystyle x\in X} rispetto ad {\displaystyle U} se {\displaystyle x} è il limite di {\displaystyle U} e {\displaystyle y} è il limite di {\displaystyle f(U)}. Si scrive in tal caso:
{\displaystyle \lim _{U}f(x)=y}

## Limite insiemistico
Il concetto di limite si estende anche alle successioni di insiemi attraverso le nozioni di limite superiore e limite inferiore: data una successione di insiemi {\displaystyle \{A_{n}\}_{n}}, l'insieme limite è definito come l'insieme che intuitivamente contiene gli elementi che stanno nel maggior numero di insiemi della successione. Formalmente, una successione di insiemi si dice possedere limite se vale la seguente uguaglianza:
{\displaystyle {\bigcap _{n=1}^{\infty }}\left({\bigcup _{m=n}^{\infty }}A_{m}\right)={\bigcup _{n=1}^{\infty }}\left({\bigcap _{m=n}^{\infty }}A_{m}\right)=:\lim _{n\to \infty }A_{n}}